# 阿瓦纳斯希
阿瓦纳斯希（Avanashi），是印度泰米尔纳德邦Coimbatore县的一个城镇。总人口22274（2001年）。

## 人口
该地2001年总人口22274人，其中男性11255人，女性11019人；0—6岁人口2216人，其中男1123人，女1093人；识字率72.14%，其中男性为79.30%，女性为64.82%。